# Ante Tomić (futbolista)
Ante Tomić (Zagreb, Croacia, 23 de mayo de 1983) es un exfutbolista croata. Jugaba de volante y su último equipo fue el FC Koper de Eslovenia.

## Selección nacional
Ha sido internacional con la selección de fútbol sub-21 de Croacia.

## Clubes
| Club                | País      | Año         |
| ------------------- | --------- | ----------- |
| Dinamo de Zagreb    | Croacia   | 2001-2002   |
| NK Inter Zaprešić   | Croacia   | 2002-2003   |
| Dinamo de Zagreb    | Croacia   | 2003-2007   |
| Skoda Xanthi        | Grecia    | 2007-2008   |
| Dinamo de Zagreb    | Croacia   | 2008-2010   |
| FC Koper            | Eslovenia | 2011        |
| Sanfrecce Hiroshima | Japón     | 2011        |
| Ehime FC            | Japón     | 2012 - 2013 |
| FC Koper            | Eslovenia | 2014 - 2016 |